# Rjava usnjatka
Rjava usnjatka (znanstveno ime Coreus marginatus) je stenica iz družine usnjatih stenic.

## Opis
Rjava usnjatka je pogosta vrsta usnjatih stenic, ki se zadržuje v gosti podrasti, kjer se prehranjuje v glavnem s semeni kislic. V dolžino zraste med 13 in 15 mm. Prepoznamo jo po širokem, zaobljeno razširjenem zadku, ki je na vrhu raven, in lisasti rjavo-rdečkasti obarvanosti. Na glavi med tipalnicama je par drobnih, a od blizu jasno vidnih rožičkov.